# ويليام هنري دريك
ويليام هنري دريك (بالإنجليزية: William Henry Drake)‏ هو رسام ورسام توضيحي أمريكي، ولد في 1856 في نيويورك في الولايات المتحدة، وتوفي في 1926 في لوس أنجلوس في الولايات المتحدة.